# Aprasia striolata
Aprasia striolata is een pootloze hagedis uit de familie heuppotigen (Pygopodidae).

## Naam en indeling
De eerste beschrijving en de wetenschappelijke naam van dit taxon werden in 1863 gepubliceerd door Christian Frederik Lütken, die het beschouwde als een variëteit van de gestreepte schubpoothagedis (Aprasia pulchella). H.W. Parker behandelt het taxon in 1956 als een aparte soort, zonder te vermelden wie de variëteit tot soort had opgewaardeerd.

## Uiterlijke kenmerken
Aprasia striolata lijkt op de in Europa bekendere hazelworm (Anguis fragilis), die ook in Nederland en België voorkomt. De hagedis behoort echter tot de familie van heuppotigen (Pygopodidae). Deze naam is te danken aan het feit dat de positie van de vroegere achterpoten aan de rudimentaire geschubde flapjes valt af te lezen. De soort is verder te herkennen aan de bruine bovenzijde, witte of gele buik en vier tot zes duidelijke donkerbruine tot zwarte flankstrepen, die van de neus tot de staartpunt lopen. De strepen zijn minder duidelijk of afwezig bij de populaties in West-Australië en Kangaroo Island. De lengte is maximaal 20 centimeter, het lichaam is erg lang en dun. Verder heeft deze soort een relatief stompe kop en staart, en glanzende schubben. Op de kop zijn enkele donkere strepen aanwezig die doorlopen tot in de nek. De hagedis wordt vaak aangezien voor een slang en onterecht doodgeslagen.

## Verspreiding en habitat
De hagedis komt endemisch voor in Australië. De populaties beperken zich tot het extreem zuidwesten van het land in een smalle strook langs de kust van West-Australië en een eveneens relatief smalle strook in het zuiden van de staten Zuid-Australië en Victoria. De habitat bestaat uit zand- of leemgronden. Op het menu staan insecten en andere kleine ongewervelden, maar ook wel kleine hagedissen. Aprasia striolata is een dagactieve soort die zich 's nachts ophoudt onder stenen of bladeren. De soort komt nog algemeen voor, hoewel de grootte van het leefgebied afneemt door met name landbouwactiviteiten.

## Beschermingsstatus
Door de internationale natuurbeschermingsorganisatie IUCN is de beschermingsstatus 'veilig' toegewezen (Least Concern of LC).